# Ferenc Niko
Ferenc Niko, régulièrement francisé en François Niko dans les sources francophones, né et mort à une date indéterminée, est un footballeur yougoslave ayant joué au poste d'arrière dans les années 1930. D'autres sources indiquent qu'il était Hongrois.

## Biographie
Ferenc Niko fait partie des nombreux joueurs de l'Est de l'Europe ayant joué pendant l'entre-deux-guerres dans le championnat de France professionnel mis en place en 1932. Contrairement à la plupart des autres joueurs étrangers, Niko jouait déjà en France en amateur, ayant joué au Stade rennais UC au moins de 1925 à 1929.
Il démarre en professionnel en 1932 au Racing Club de Paris. Il ne reste qu'une seule saison et part ensuite en deuxième division à l'Amiens Athlétic Club, où il reste trois saisons. Il est titularisé à l'arrière aux côtés de Roland Balavoine puis James Reid, avant de passer remplaçant pour sa dernière saison avec le club picard. Il dispute 54 matchs avec l'Amiens AC.

## Style de jeu
Dans Le Football en Picardie et l'histoire de ses origines, Ferenc Niko est qualifié de « rude ». 

## Statistiques
| Saison     | Club       | Championnat | Championnat | Championnat | Coupe(s) nationale(s) | Coupe(s) nationale(s) | Total | Total |
| Saison     | Club       | Division    | M.          | B.          | M.                    | B.                    | M.    | B.    |
| 1932-1933  | RC Paris   | 1           |             |             |                       |                       | 0     | 0     |
| Sous-total | Sous-total | Sous-total  |             |             |                       |                       | 0     | 0     |
| 1933-1934  | Amiens AC  | 2           | 14          | 0           | 3                     | 0                     | 17    | 0     |
| 1934-1935  | Amiens AC  | 2           | 24          | 0           | 3                     | 0                     | 27    | 0     |
| 1935-1936  | Amiens AC  | 2           | 6           | 0           | 4                     | 1                     | 10    | 1     |
| Sous-total | Sous-total | Sous-total  | 44          | 0           | 10                    | 1                     | 54    | 1     |